# Klischée
Klischée ist eine Band aus Bern. Die Gruppe wird dem Electro-Swing zugeordnet.

## Geschichte
Klischée entstand im Jahr 2010 als Studioprojekt um die Musikproduzenten Dominique Dreier und Kilian Spinnler. Im Jahr 2011 folgten erste Liveauftritte zusammen mit dem Visual Jockey (VJ) Benjamin Kniel, der seither zur Gruppe gehört. Im Weiteren kam der MC und Sänger William Bejedi – auch als "45 degré" bekannt – dazu. Als "Klischée & Band" werden sie von bis zu drei Live-Musikern und einer Sängerin begleitet. Die Singles Tin Tin und Tiquette wurden in der Schweiz im Radio gesendet.

## Stil
Klischée mischen in ihrer Musik elektronische Elemente (Drumbeats, Synthesizer) mit akustischen Swing- und Jazzelementen (z. B. Trompeten, Gitarre).

## Diskografie

### Alben
- 2014: Touché
- 2016: Bend the Rules

### EPs
- 2021: Late Check-Out EP

### Singles
- 2023: Tom's Diner
- 2021: So Good
- 2021: Get This (Bang Bang)
- 2021: Bad Things
- 2019: Stick to What You Got ft. Marina & The Kats
- 2018: Bella Ciao
- 2017: Mais Non (1920 Version)
- 2016: Bend the Rules
- 2016: Damn Hot
- 2014: Tiquette
- 2013: Sometimes
- 2013: Tin Tin

### Remixes
- 2022: Moira - Limonade
- 2022: Marina & The Kats - Pressure
- 2019: Brass Department - Welcome to the Brass Department
- 2018: Tim Freitag - By Your Side (Stereotyp GmbH / Noodle Soup Records)
- 2015: Traktorkestar - Gavotte de carotte (Trakton)
- 2013: Feet in the Sun (Lunik / Sophie Records)
- 2012: Quarantine (Bonaparte / Warner Music Germany)